# Gemeinsinn (Gemeinwohl)
Gemeinsinn, als ethische Haltung verstanden, ist die Bereitschaft, sich für das Gemeinwohl einzusetzen. So wurde er bereits im Rotteck-Welckerschen Staatslexikon als „Richtung des Gemüths auf die Verfolgung allgemeiner oder gemeinsamer […] Interessen“ beschrieben. Verwandte Begriffe in diesem Sinne sind Gemeingeist, die „eigentliche ‚Bürgertugend‘“, Bürgersinn, soziales und bürgerschaftliches Engagement. Gemeinsinn gilt mitunter als Gegenbegriff zu Eigensinn.
Thomas Wanninger diskutierte 1998 in Bildung und Gemeinsinn die Bildbarkeit des Gemeinsinns und in einem historischen Überblick Bedeutungsformen und Urteilsfelder des sensus communis. Er entwickelte eine Pädagogik des Gemeinsinns, weil nicht davon auszugehen sei, dass der Gemeinsinn ein Instinkt sei. Dabei erkennt Wanninger die Möglichkeit zum Handeln nach den Grundsätzen des Gemeinsinns jedem zu, der sich darum bemüht, Störendes (Egoismus, Hang zum Vorurteil etc.) wegzulassen. Die Frage des Pädagogen lautet für Wanninger nicht, was zu tun sei, sondern was bewusst zu lassen sei. Im Grunde handelt es sich hier um eine negative Erziehung.
Ernst-Wolfgang Böckenförde bemerkt zum Gemeinsinn: „Vom Staat her gedacht, braucht die freiheitliche Grundordnung ein verbindendes Ethos, eine Art „Gemeinsinn“ bei denen, die in diesem Staat leben. Die Frage ist dann: Woraus speist sich dieses Ethos, das vom Staat weder erzwungen noch hoheitlich durchgesetzt werden kann? Man kann sagen: zunächst von der gelebten Kultur“.